# کریس فلیکس
کریس فلیکس (انگلیسی: Chris Felix؛ زادهٔ ۲۷ مهٔ ۱۹۶۴) بازیکن هاکی روی یخ اهل کانادا است.